# Баухаус
Бауха́ус (также встречается Бауха́уз, нем. Bauhaus, Staatliche Hochschule für Bau und Gestaltung — Государственная высшая школа строительства и формообразования, или Staatliches Bauhaus — Государственный Дом строительства) — учебное заведение, существовавшее в Германии с 1919 по 1933 год. Архитектурная и художественно-промышленная школа, обозначившая основные принципы архитектуры XX века. Наряду с доктриной функционализма стала инициатором концептуального понимания архитектуры. Творческое объединение и идейный центр европейского функционализма.

## Название и термин
Название основано на игре слов: (нем. Bau — строительство, постройка, здание и нем. Haus — дом, здание), в этом словосочетании первая часть (Bau) понимается в деятельно-философском аспекте, а вторая (Haus) в качестве объекта приложения творческих сил. Школа Баухаус оказала принципиальное воздействие на формирование различных концепций искусства XX века. Многие направления в искусстве и архитектуре XX столетия, такие как модернизм, минимализм, функционализм были воодушевлены идеями Баухауса.

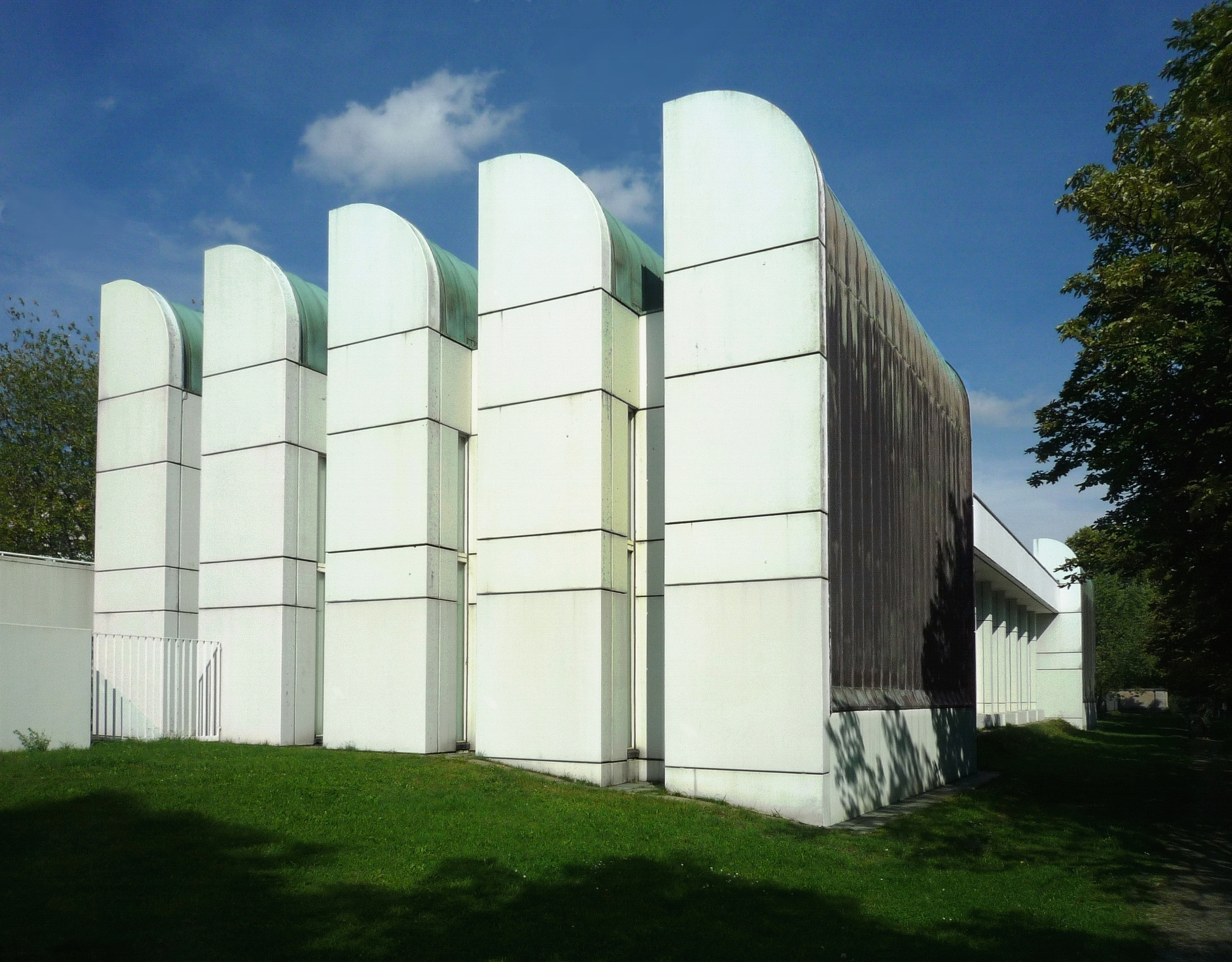
Здание Баухаус-Архив в Берлине. 1979. Проект В. Гропиуса 1965

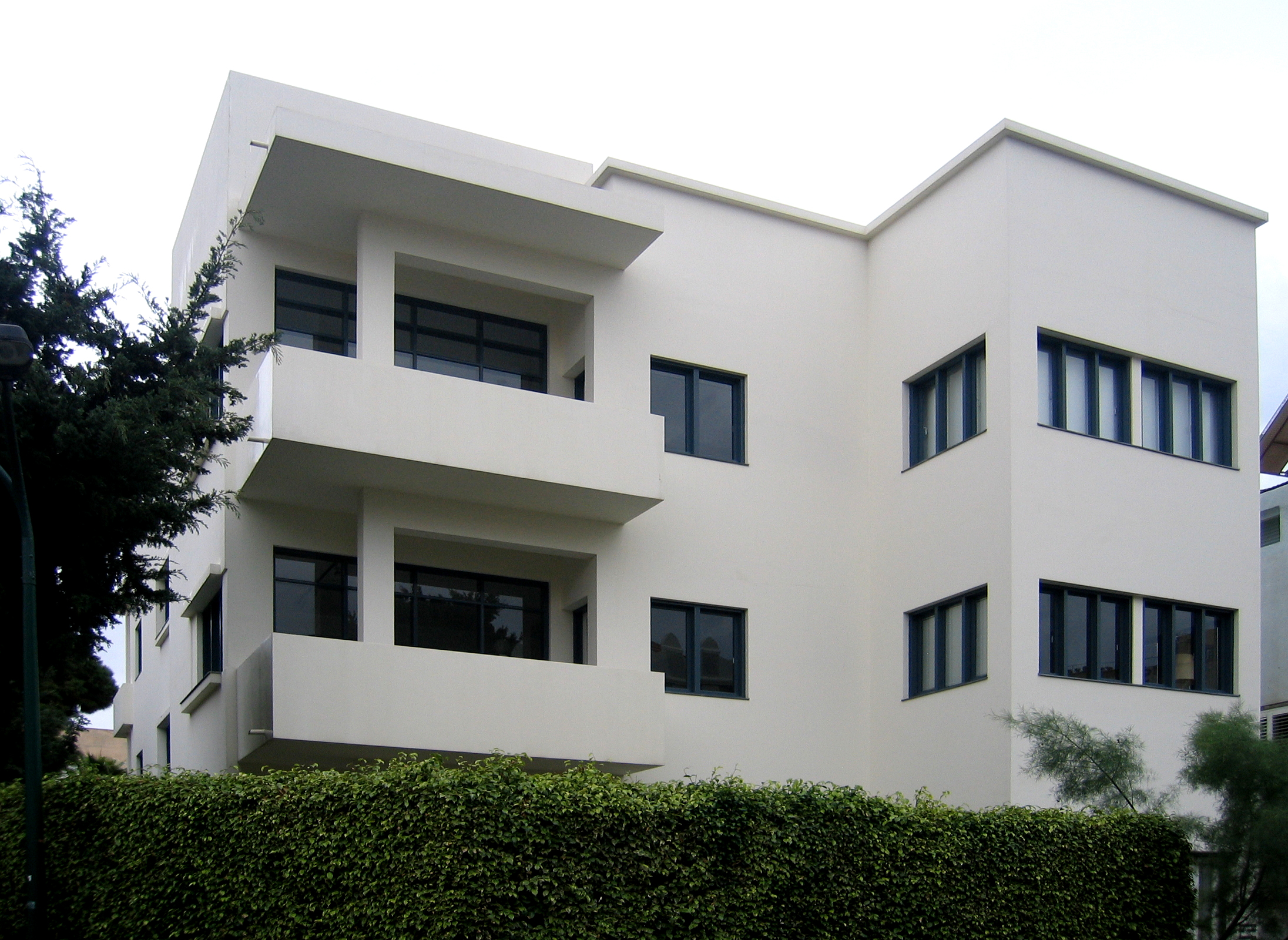
Музей Баухаус в Тель-Авиве

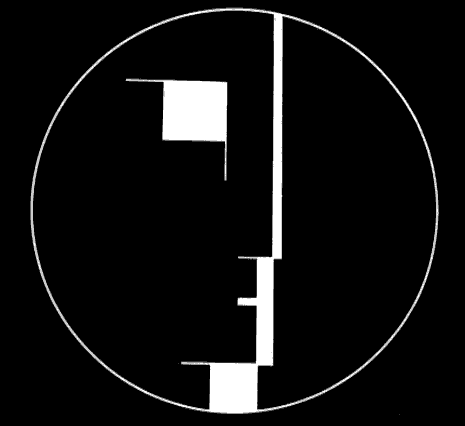
Эмблема Баухауса. О. Шлеммер. 1922

## История создания

### Предыстория
В начале XX века многие передовые архитекторы и художники декоративно-прикладного искусства ощущали потребность объединения передовых методов индустриального строительства, форм традиционного изобразительного искусства и художественных ремёсел. В 1899 году бельгийский живописец, декоратор и архитектор Анри Ван де Велде переехал в Германию. Во время своих выступлений он пропагандировал принципы искусства «нового стиля», или ар нуво. В 1902 году Ван де Велде стал советником по делам искусств Великого герцога Саксен-Ваймарского (Тюрингия). В Ваймаре при Школе искусств Великого герцога (Großherzoglich-Sächsischen Kunstschule Weimar) он основал «Экспериментальные художественно-промышленные мастерские», а затем Саксонско-Ваймарское училище художественных ремёсел (Großherzoglich-Sächsischen Kunstgewerbeschule Weimar). В 1906 году Ван де Велде построил новое здание школы, архитектура которого продемонстрировала развитие рационализма в архитектуре.
На должность руководителя новой школы Анри Ван де Велде предложил кандидатуру ученика Петера Беренса, молодого берлинского архитектора Вальтера Гропиуса. В 1919 году по предложению великого герцога Веймарского создали учебное заведение, соединив Высшую школу изобразительных искусств (традиционной академической направленности) с Государственным строительным училищем (Staatliche Bauhochschule). В качестве названия сначала использовали «Государственный строительный дом в Ваймаре» (Staatliches Bauhaus Weimar), затем: «Государственная высшая школа строительства и формообразования» (Das Staatliche Hochschule für Bau und Gestaltung), или просто: Баухаус. Официальной датой открытия нового учебного заведения считается 12 апреля 1919 года.

### Идея новой художественной школы и её развитие
В короткие сроки Баухаус стал не только архитектурной и художественно-промышленной школой, но и творческой лабораторией, идейным центром движения европейского функционализма и концепции единения искусств (Gesamtkunstwerk). Процесс создания вещи стал не только прикладным, но и концептуальным актом. Единый процесс формообразования (Gestaltung) объединил конструктивные, изобразительные, художественные и социально-философские аспекты. В разработке научной и учебной программы Баухауса принимал участие архитектор и теоретик немецкого функционализма Отто Бартнинг. Позднее, в 1926—1930 годах, он стал директором новой Высшей строительной школы в Веймаре. В 1951 году Бартнинг возглавил Союз немецких архитекторов.
Ещё в годы работы в берлинской мастерской Петера Беренса молодой Гропиус мечтал о создании художественной школы, способной преодолеть «пропасть, лежащую между реальностью и идеализмом». Считается, что слово «Баухаус» придумал сам Гропиус. Оно символизировало построение своеобразного храма искусств, в котором найдётся место всем традиционным ремёслам и искусствам при ведущей роли архитектуры. Решение этой задачи Гропиус видел в том, чтобы «понять сущность искусства архитектуры, которая соответственно человеческой природе охватывала бы собой все проявления жизни».

### Манифест Баухауса
В тексте «Манифеста Баухауса» (1919), который был написан Вальтером Гропиусом, отражены идеи нового искусства, окончательно и безоговорочно порвавшего с академизмом. Новая программа художественного образования была частью этой доктрины. Фронтиспис манифеста украшала гравюра, выполненная Лионелем Файнингером — художником, поэтом, музыкантом и преподавателем Баухауса. На ней, как на новой иконе, изображен собор, над которым сияют три звезды, символизирующие соединение архитектуры, скульптуры и живописи. В манифесте Гропиус писал: «Нет границ между ремеслом, скульптурой или живописью, они и есть здание… Давайте создадим новую гильдию ремесленников, без классовых различий, которые возводят барьер высокомерия между ремесленником и художником. Давайте вместе придумаем и построим новое здание будущего, в котором архитектура, скульптура и живопись сольются в единое целое, и которое однажды руки миллионов рабочих поднимут к небесам, как хрустальный символ новой веры. Проектировщик и строитель, художник и ремесленник: все становятся одним лицом, создающим новую реальность, современную среду обитания».
Создание школы и её начальный период проходили в условиях распространения социалистических идей в годы Веймарской республики (1919—1933). Эти настроения заметно повлияли на деятельность школы и общий романтический вектор школы, связанный с надеждами на преобразование мира.

### Баухаус и новое художественное мышление
Идея архитектонического мышления — основы «единства искусств» (Gesamtkunstwerk) — родилась у Гропиуса под влиянием трудов Готфрида Земпера. Позднее Людвиг Мис ван дер Роэ вспоминал, что Баухаус был «не программой, а, скорее, идеей, очень точно сформулированной Гропиусом: единение искусства и техники как основа формообразования». Для этого нужна была экспериментальная школа-мастерская с новой системой подготовки мастеров. В Баухаусе была предпринята попытка соединить разошедшиеся в XIX столетии художественное творчество, науку, технику, материальную и духовную, эстетическую и технологическую стороны жизни в виде «ремесленной гильдии», как это было когда-то в эпоху Средних веков. Но, в отличие от идей Джона Рёскина и Уильяма Морриса, Гропиус планировал осуществить это соединение за счет исследования теоретических проблем формообразования. Его преподавательская практика была построена на освоении прикладного проектирования и обучении традиционному ремеслу. Термин «дизайн» в немецкой школе не употреблялся.

## Основные этапы формирования школы

### Веймарский период: 1919—1925
Директором школы с 1919 по 1928 годы был Вальтер Гропиус, затем его сменил Ханнес Майер, а в 1930 году руководящую должность занял Людвиг Мис ван дер Роэ. В качестве руководителей творческих мастерских Гропиус привлекал художников-абстрактивистов, живописцев и графиков-экспрессионистов. В разные годы в Баухаусе преподавали: Иоганнес Иттен (1919), Ласло Мохой-Надь (1923—1928), Пауль Клее (1921—1925), Георг Мухе (1920), Йозеф Альберс (1923—1933), Василий Кандинский (1922—1933), Лионель Файнингер (1921—1925), Оскар Шлеммер (1921—1929), Герхард Маркс (1919), Йост Шмидт, Гунта Штёльцль, Лотар Шайер (1921—1925), Тео ван Дусбург (1921—1933).

### Дессау: 1925—1932
В 1925 году Веймарские власти прекратили финансирование школы и Баухаус был переведен в город Дессау (Саксония-Анхальт). Полагают, что тогда же закончился «романтический период» Баухауса. В Дессау по проектам Гропиуса был построен комплекс учебных зданий и домов-мастерских для преподавателей. Эти объекты считаются классическим памятником функционализма и Интернационального стиля.
Ханнес Майер, директор Баухауса в 1928—1930 годах, был убеждённым марксистом и способствовал возникновению социалистического кружка среди студентов Баухауса. В конце 1930 года Майера сместили с должности, он и несколько студентов эмигрировали из Германии в СССР. Они участвовали в проектировании и строительстве во многих советских городах. В 1936 году Майер отправился в Женеву, а через три года уехал в Мексику. Вернулся в Швейцарию в 1949 году. Пост-романтический период Баухауса, когда Гропиус перестает быть руководителем школы, связывают с решением градостроительных проблем. В этот период Баухаус сосредотачивается на решении социальных аспектов проектирования городской среды.

### Берлин: 1932—1933
Усиливавшийся прагматизм, функционализм и демократический, даже «классовый» подход к искусству, был близок далеко не всем художникам, работавшим в Баухаусе. В 1925 году из школы ушли Лионель Файнингер и Пауль Клее, в стороне оказался со всеми конфликтовавший Василий Кандинский. В 1930 году директором Баухауса стал Людвиг Мис ван дер Роэ. В 1932 году местные власти объявили Баухаус «рассадником культурбольшевизма». Гитлер объявил, что «конструктивистская архитектура, абстрактная живопись и плоские крыши — еврейское изобретение». Нацисты ещё до прихода к власти в Германии имели большинство в муниципальном совете Дессау, они стали проводить регулярные обыски и требовать увольнения ряда преподавателей. Это стало причиной закрытия школы в 1933 году. Мис ван дер Роэ перевёл школу в Берлин и перерегистрировал её как частное учебное заведение.

### Баухаус после 1933 года
Вальтер Гропиус в 1934 году эмигрировал в Англию, а в 1937 году переехал в США, где стал деканом и профессором архитектуры в «Академической школе дизайна» (Graduate School of Design) Гарвардского университета. Рядом с ним работал Марсель Бройер. В 1946 году Гропиус основал группу «The Architects Collaborative, Inc.» (TAC). Результатом работы этой группы стало создание Образовательного центра Гарвардского университета в Кембридже (Graduate Center of Harvard University in Cambridge; 1949—1950). Среди гарвардских учеников Гропиуса — американский архитектор китайского происхождения Йо Мин Пей, автор стеклянной пирамиды над входом в парижский Лувр (1984—1988). В последние годы жизни Гропиус вернулся в Берлин. В 1963 году ему присвоили степень почетного доктора Свободного университета Берлина. Скончался выдающийся архитектор 5 июля 1969 года в Бостоне, США.

### Баухаус в США
После прихода к власти в Германии нацистов, многие преподаватели вынуждены были эмигрировать в США. В 1937 году Ласло Мохой-Надь организовал «Новый Баухаус» в Чикаго и до своей смерти в 1946 году занимал пост директора Чикагского института дизайна. В 1937 году в США приехал Людвиг Мис ван дер Роэ и сразу был признан ведущим мастером новой чикагской школы архитектуры. Он возглавил архитектурный факультет Чикагского технологического института «Армур», который в 1940 году был преобразован в Иллинойсский технологический институт. Василий Кандинский с 1933 года жил в Париже. Лионель Файнингер уехал в США, Пауль Клее поселился в Швейцарии.

### Баухаус в Израиле
В середине 1930-х годов идеи и методы школы Баухаус активно развивались в Палестине, куда эмигрировали из Германии архитекторы-евреи. В Тель-Авиве, на Ротшильд-авеню сохранились кварталы, построенные в стиле Баухауса. Свыше 4000 строений до сих пор можно увидеть в центре города. Тель-Авив имеет самую большую концентрацию построек в стиле раннего функционализма в мире. В 2003 году ЮНЕСКО провозгласил «Белый город» Тель-Авива всемирным культурным наследием за «выдающийся пример нового градостроительства и архитектуры начала XX века». В заявлении также упоминалась уникальность адаптации современного интернационального стиля к культурным, климатическим и местным традициям города.

### Баухаус в СССР
В феврале 1931 года бывший директор школы Баухаус Ханнес Майер в сопровождении семи учеников переехал в Москву. Среди сопровождающих были Б. Шефлер и Ф. Тольцинер. Всего приехало около 30 специалистов.
Немецкие архитекторы оставили заметный след в строительстве соцгородков при строящихся заводах в Магнитогорске, Свердловске, Орске, Перми, Соликамске и других городах.
В 1933 году Ханнес Майер представил генеральный план развития Биробиджана, выполненный в стиле Баухаус, который был воплощён лишь частично.
Часть баухаусовцев была репрессирована в СССР (Б. Шефлер, Ф. Тольцинер, жена и сын Х. Майера).
Ряд немецких построек в стиле Баухаус сохранился в Кенигсберге, нынешнем Калининграде, Россия.

### Итоги и влияние
Педагогические идеи Баухауса получили дальнейшее развитие в Высшей школе формообразования в Ульме. Образовательные идеи Баухауса получили непосредственное продолжение в образовательной стратегии Ульмской школы. В 1960 году в Дармштадте был основан Музей-архив Баухауса. В 1971 году музей переехал в Берлин, а в 1979 году в западной части города для него было построено специальное здание по проекту Вальтера Гропиуса (проект 1965 года). Университет «Баухаус» в Ваймаре и Дизайнерский центр «Баухаус-Дессау» действуют в настоящее время.
В 1938 году в Музее современного искусства в Нью-Йорке проходила большая выставка «Баухаус. 1919—1933». Программа Баухауса была утопической, но она оказала решающее влияние на формирование функционализма и дизайна XX века. Проекты и теоретические работы Баухауса, стали важным источником архитектуры и дизайна всего ХХ столетия.

## Структура и методика преподавания

### Концепция преподавания

Структура учебных дисциплин. Схема Вальтера Гропиуса. 1922

На первом этапе существования школы в преподавании были использованы принципы и стиль «средневековой гильдии мастеров». Преподавание вели мастера, приглашённые Гропиусом из разных стран. Практически все они имели склонность к научному и даже философскому мышлению. Им помогали подмастерья, имевшие специальные шапочки и фартуки с эмблемами школы. Девизом школы была фраза: «Искусству учить нельзя, но ремеслу можно». Обучение велось параллельно в двух мастерских: производственной и творческой. Гропиус считал это особенно важным. Он придумал принципиально новую схему обучения, где основное внимание было уделено прикладным дисциплинам.

### Структура образовательных курсов
В первом семестре студенты изучали «Содействие основам формообразования» (Vermittlung der Grundbegriffe der Gestaltung). Этот курс включал: «абстрактные формальные элементы», аналитические рисунки, изучение материалов, начертательную геометрию, шрифты, физику и химию, гимнастику и танец. Во втором семестре преподавали «Введение в строительство». В третьем семестре к общеобразовательным предметам добавляли изучение приемов инженерного проектирования. На этом этапе студентов распределяли по специальностям: архитектура (строительство и оформление интерьера), реклама, оформление книги и «свободное формообразование». В четвёртом и пятом семестрах шла углублённая работа в творческих мастерских, руководимых одним мастером и его помощником из старших учеников.
Шестимесячный предварительный курс (Vorlehre) вначале вёл сам Гропиус, но с 1918 года его разрабатывал швейцарский художник и теоретик Иоганнес Иттен. Этот курс заключался в лабораторном «изучении формальных элементов» (Elementare Formlehre) и «штудии материала в мастерских». Его целью было «высвободить творческие силы учащихся, дать им почувствовать природу материала и ощутить общие закономерности формообразования».

### Основные направления и программы
После вводного курса студенты осваивали «натурные штудии», «композиционные уроки цвето-пространства», «уроки конструкции и изображения», «ткачество», «уроки материала и инструментария» (Werkzeuglehre). Ремесленные мастерские второго-третьего годов обучения назывались: «Текстиль», «Краска», «Глина», «Камень», «Стекло», «Дерево», «Металл». В конечном итоге все предметы соединялись в «проектировании», «строительном и инженерном умении» (Bau und Ingenieurwissen).
По идее Гропиуса, натурные штудии акварелью, формальные пропедевтические упражнения и труд в производственных мастерских, в конечном итоге, обеспечивали формирование художника нового типа. Одной из важных целей Баухауса было формирование универсальной творческой личности, способной адаптировать художественные идеи для серийного промышленного производства. Мастерская архитектурного проектирования просуществовала всего один год (1927—1928). Баухаус из архитектурной школы постепенно превращался в школу художественного проектирования широкого профиля.

### Теоретические принципы: Пауль Клее
Свой вариант пропедевтики в 1921 году разработал художник-философ, музыкант и живописец Пауль Клее. Его курс «учения о форме», начинался с рассказа о «точке как начале всех начал», движущейся в космосе, и о «космическом яйце», из которого рождаются все видимые формы: линия, спираль, квадрат, круг, куб… Ученики слушали лекции, которые сопровождались показом абстрактных акварелей и рисунков учителя. Затем сами писали абстрактные акварели, стараясь выразить движение, равновесие, полет, напряжение или «затрудненное движение». Своим девизом Клее выбрал слова «думающий глаз», а творчество самого художника позднее назвали «поэзией мечты».

### Прикладные курсы
Помимо художественных классов в Баухаусе существовали ремесленные мастерские. Файнингер вёл класс обрезной гравюры по дереву, скульптор Герхард Маркс — класс керамики, Пауль Клее руководил витражной мастерской, Кандинский — настенной росписи, Ласло Мохой-Надь — обработки металла и фотографии, Лотар Шрейер — класс сценографии, Йост Шмидт — типографское дело, плакат и искусство шрифта, Гунта Штёльцль — класс гобелена.
Со временем обнаружились противоречия в методах преподавания мастеров. Слишком сильны были творческие индивидуальности. «Объективно-формальный метод» пропедевтического курса, по мнению Гропиуса, должен был обеспечить основу создания современного стиля «производственного искусства», свободного от академических предрассудков, подражаний и эклектики предшествовавшей эпохи.

### Баухаус и курсы Иттена
Йоханнес Иттен полагал, что степень воздействия произведения искусства определяется не только выразительностью формы, но и эмоциональным состоянием художника в момент создания произведения. Увлечение Иттена раннехристианской и восточной этикой и философией привело его к убеждению, что влияние идеологии научно-технической цивилизации необходимо компенсировать развитием внутренних духовных качеств каждого ученика. Эту идею Иттен стремился реализовать в своей учебной практике. Вокруг него сложилась группа близких ему по духу педагогов и студентов. Основой курса Иттен считал учение о контрастах, он давал студентам задания на выявление и визуализацию архетипических оппозиций типа «большое — малое», «непрерывное — прерывное», «динамичное — статичное». При выполнении задания студент должен был освоить переход от «чувственного представления к мыслительной объективации», а затем к формообразующему синтезу.
Главным в своих занятиях со студентами Иттен считал развитие чувственного начала, моторики и творческой энергии. Цикл упражнений, разработанных Иттеном в 1921—1922 годах, начинался с дыхательной зарядки и тренировки движений: студенты выполняли круговые, зигзагообразные и волнообразные движения рук. Одно из заданий — рисование абстрактных композиций углём на больших листах бумаги — ученики выполняли с закрытыми глазами.
Вместе с другими создателями Баухауса Иттен стремился преодолеть узкокорпоративный подход в обучении, развить у студентов индивидуальные способности свободного владения формой и цветом как основными, универсальными инструментами творчества. Свои теоретические и педагогические взгляды Иттен изложил в знаменитых книгах о цвете и форме (1911—1913), изданных на многих языках.
В 1923 году Иттен покинул стены Баухауса, после этого Гропиус существенно изменил содержание вводного курса. С 1923 года его преподавал Йозеф Альберс, а затем венгерский художник Ласло Мохой-Надь, который акцентировал объективные закономерности формообразования: метр, ритм, отношения величин и пропорции.

## Баухаус и Де Стиль
В декабре 1920 года в Ваймар впервые приехал Тео ван Дусбург. Он оценил достоинства новой школы, но был удивлён отсутствием единого формально-стилевого принципа в работах учеников. По его мнению, произведение нельзя создать без строгой дисциплины формы. Его идеи подразумевали интеграцию проектного и художественного творчества. С апреля 1921 года ван Дусбург обосновался в Ваймаре и раз в неделю читал лекции в Баухаусе. Его учебный курс состоял из теоретической и практической частей. Первая часть включала в себя объяснение принципов работы руководимой им группы «Де Стиль», а во второй отрабатывались методические приемы формообразования, единые для всех видов пластических искусств: «грамматика формообразования» — гештальта (нем.  Gestaltung). Методика работы и произведения группы «Де Стиль», продемонстрированные ван Дусбургом, оказали значительное воздействие на деятельность Баухауса.

## Баухаус и проблема Интернационального стиля
Существует традиция рассматривать Баухаус не как самостоятельное явление, а как феномен, развивавшийся в контексте так называемого Интернационального стиля. Условным моментом формирования Интернационального стиля принято считать 1930-е годы, когда в 1932 году в Музее современного искусства в Нью-Йорке (МОМА) открылась экспозиция «Современная архитектура: интернациональная выставка». Одним из центральных объектов выставки был проект здания Баухауса, построенный Гропиусом в 1925 году. Интернациональный стиль рассматривают как максимально широкое явление, которое включает в себя не только принципы Баухауса, но и весь архитектурный модернизм в целом. Систему Баухауса, в этом случае, считают частным случаем Интернационального стиля.

## Баухаус, функционализм и концептуальные принципы
Школа Баухаус стала одним из инициаторов обращения с вещью как с концептом. Баухаус создал систему, которая позволила считать архитектуру и дизайн способом представления идеи. Эта стратегия, в частности, была поддержана Вальтером Гропиусом, и впоследствии получил развитие в трудах и дизайн-концепциях Макса Билля. Искусствовед Екатерина Васильева обращает внимание, что программа вещи и формы в Баухаусе может быть соотнесена с платоновской концепцией Идеи (Эйдоса). Принцип Идеи, поддержанный Баухаусом, можно рассматривать как основу модернизма в целом. «Привилегия концепта фактически казалась обоснованием художественного статуса вещи, признанием её принадлежности художественной среде и способом определения её нового идеологического значения». Это наблюдение, в той или иной форме поддержанное разными исследователями, меняет понимание Баухауса как системы. Изложенная теория позволяет оценивать Баухаус не только как образец прикладного функционализма, но и как концептуальное явление, как систему, ориентированную на создание идеальной формы. Баухаус рассматривается не только как образовательный проект, ориентированный на утилитарные принципы, он может быть понят как источник новой программы формообразования, основу которой составляет концепция Идеи.

## Баухаус и дизайн
«Фирменным стилем» Баухауса стали геометризованные формы мебели, посуды, светильников, в том числе по проектам Марселя Лайоша Брёйера, венгра, в 1920—1924 годах учившегося в Баухаусе столярному ремеслу. Закончив обучение, Брёйер возглавил мебельную мастерскую школы. В 1922 году он сконструировал знаменитый конструктивистский стул из деревянных реек, что стало одним из поворотных моментов в истории европейского дизайна. В 1925 году, взяв за основу стальные трубки, из которых был сделан его велосипед «Адлер», Брёйер придумал складное кресло. Минимализм, прочность и удобство производства (бесшовные трубки и мягкая ткань) обеспечили этому креслу долгую жизнь. Однажды кресло Брёйера увидел Василий Кандинский и попросил сделать ему такое же. Теперь эта модель так и называется: «Wassily».

## Периодические издания Баухауса
Под эгидой Баухауса издавался одноимённый журнал «Bauhaus» и книжная серия Bauhausbücher. Журнал Bauhaus выходил с 1926 по 1931 год и издавался раз в квартал. Изначально издания Баухауса были небольшими и напоминали газету. После 1928 года объём этих журналов увеличился. На страницах журнала Bauhaus публиковались теоретические работы преподавателей и студентов. В них была сформулирована новая художественная программа, которая позволяла соединить искусство и технологию. Эти проекты стали своеобразным манифестом Баухауса.
- «Staatliches Bauhaus Weimar. 1919—1923» (1923)
- серия «Bauhausbücher» (с 1925)
- журнал Bauhaus. Zeitschrift für Bau und Gestaltung (c 1926)

## Баухаус: итоги и влияние
Считается, что Баухаус оказал принципиальное воздействие на развитие архитектуры и дизайна XX века. Идеи Баухауса получили распространение ещё в 1920-е годы, обозначив последующие направления развитие интернационального дизайна. В некоторых случаях сложно разделить воздействие Баухауса, влияние Интернационального стиля и модернизма. Эти явления рассматриваются как части общей системы, которая способствовала установлению единой художественной доктрины. Иногда традицию Баухауса рассматривают источником всего комплекса минималистической программы второй половины XX века.
Под влиянием Баухауса сформировалась идея нового ви́дения в фотографии и типографике.
Под влиянием идей Баухаус сформировались многие идеи и концепции Ульмской школы дизайна. В некоторых исследованиях программа Ульмской школы рассматривается как прямое продолжение концепций Баухауса.
Существует теория, связывающая визуальные решения и принципы современного компьютерного дизайна с графическими концепциями Баухауса. Исследователи полагают, что визуальная система Flat Design во многом была сформирована под влиянием Баухауса. Концепции Баухаус, в свою очередь, были адаптированы для Flat Design в рамках Швейцарской школы.

## Галерея

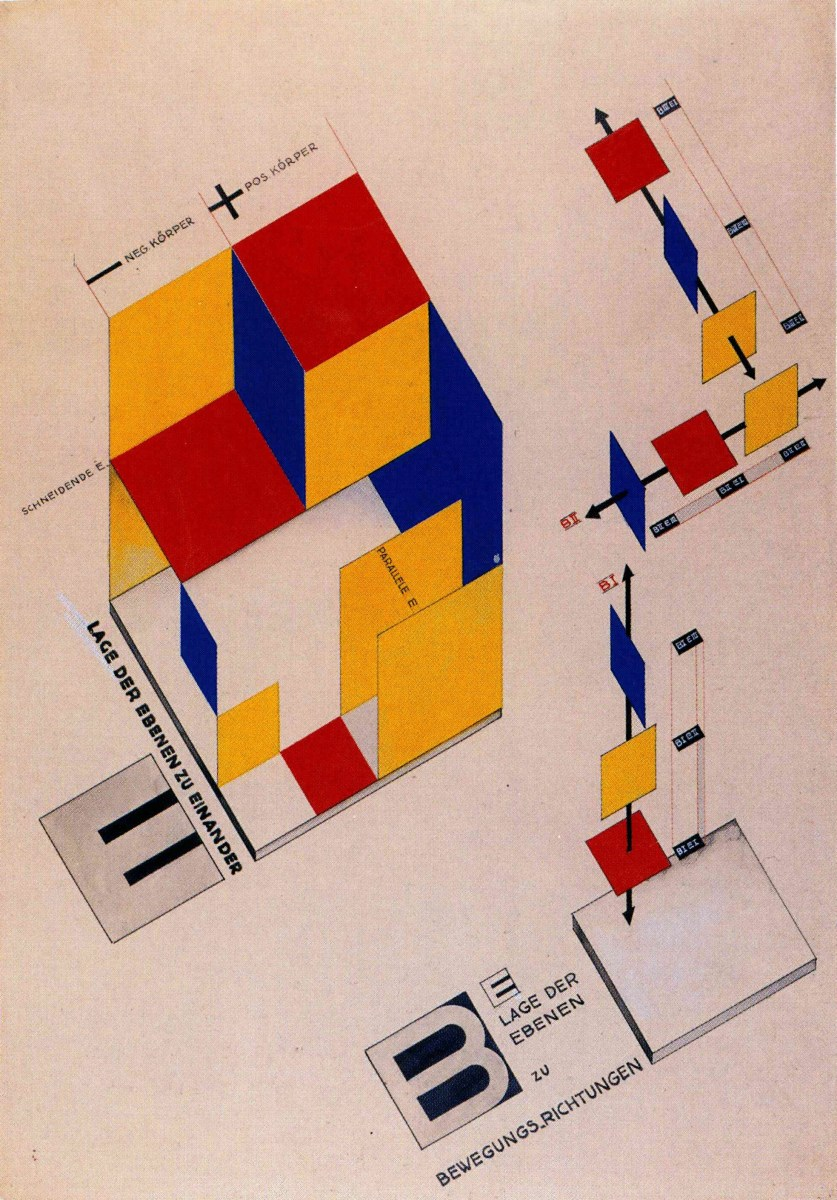
Юстус Шмидт. Проект «механической сцены». 1925—1926
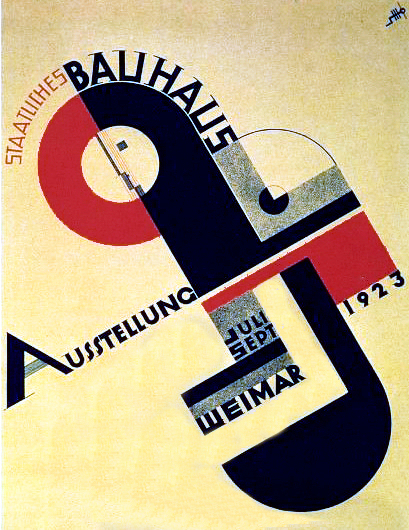
Юстус Шмидт. Плакат выставки Баухаус. 1923
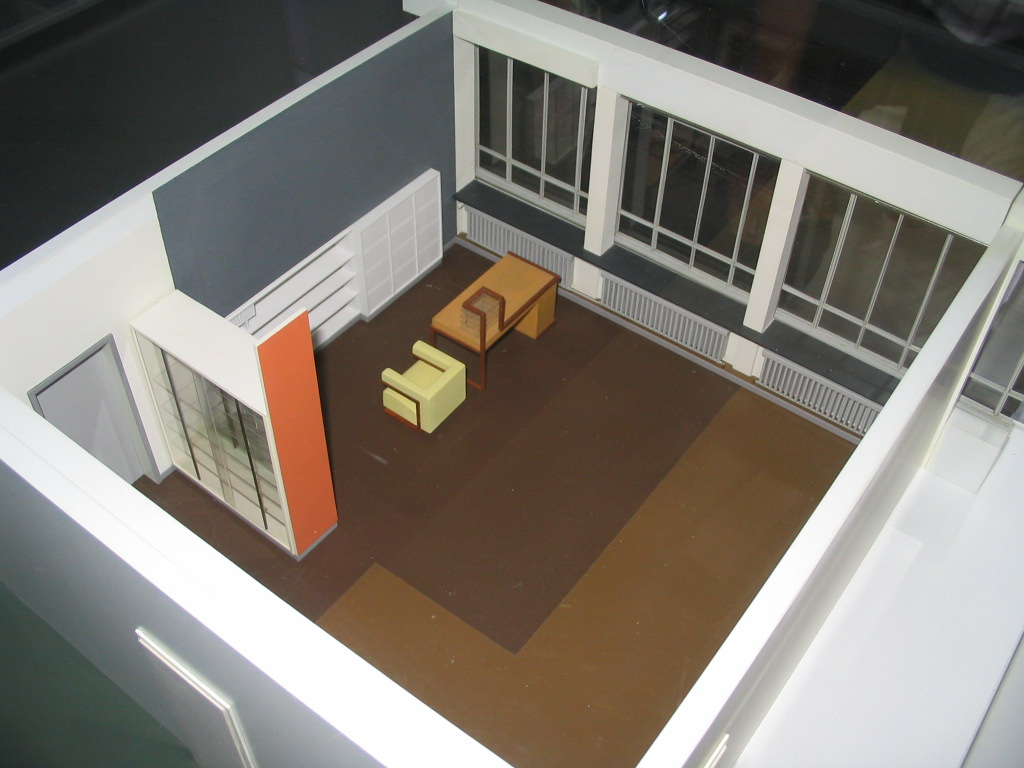
Вальтер Гропиус. Mакет кабинета Гропиуса в Дессау. 1920-е
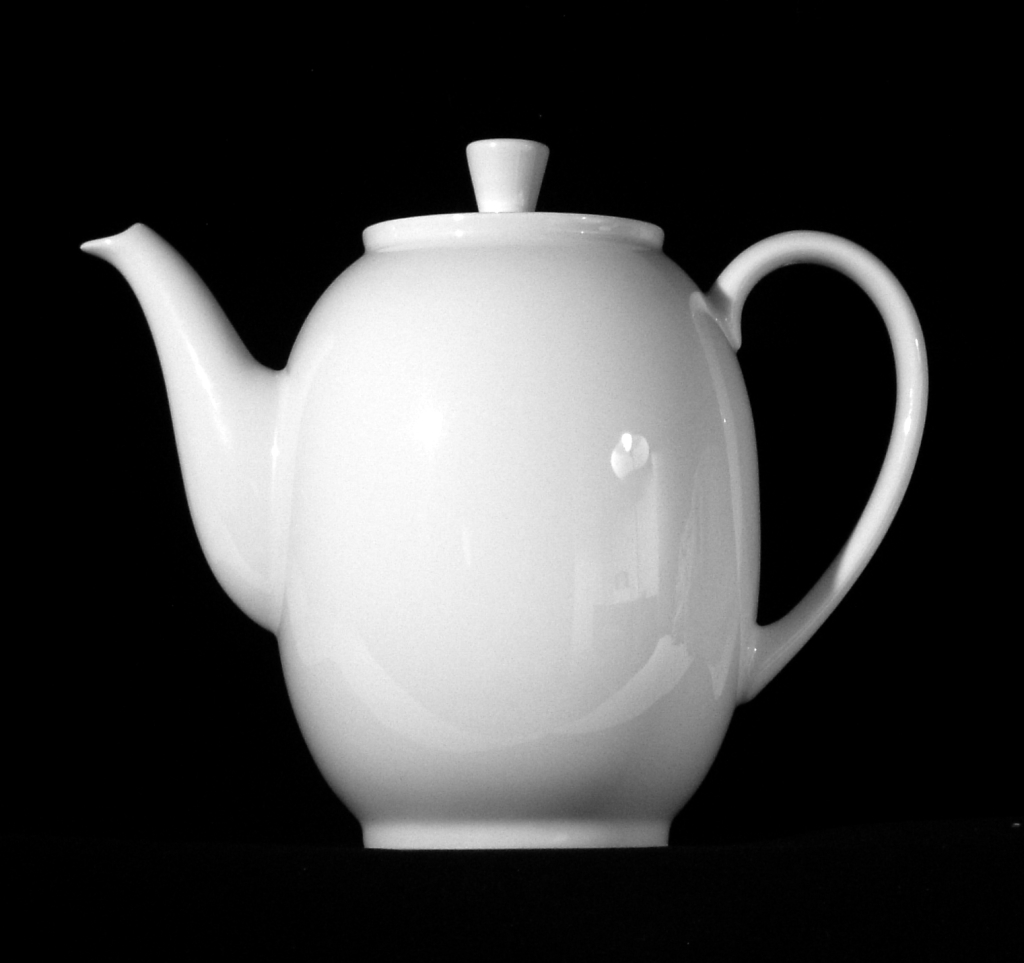
Герман Герш. Сервиз "1382" Arzberg. 1931. MOMA
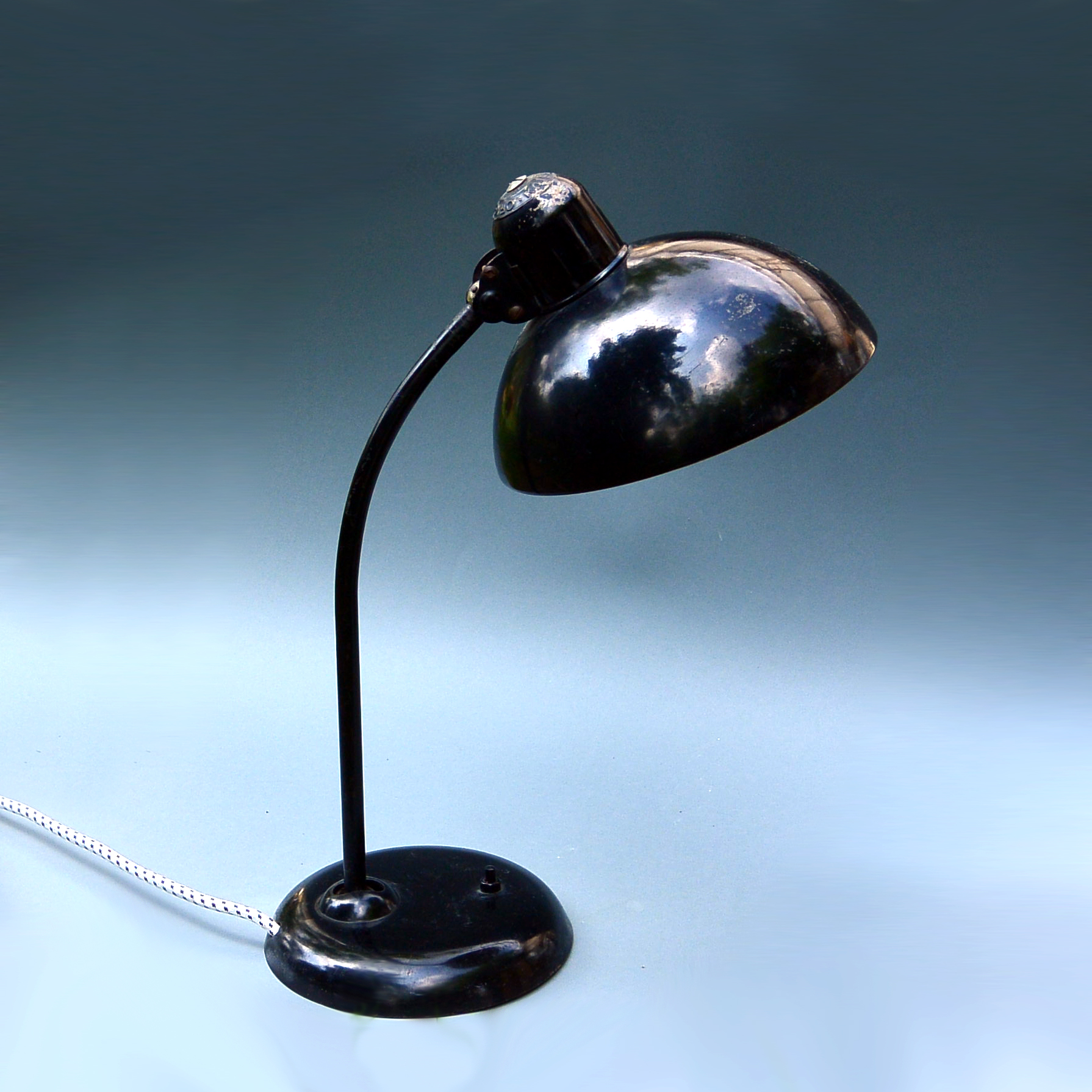
Кристиан Делл. Лампа для Kaiser & Co. 1930-е
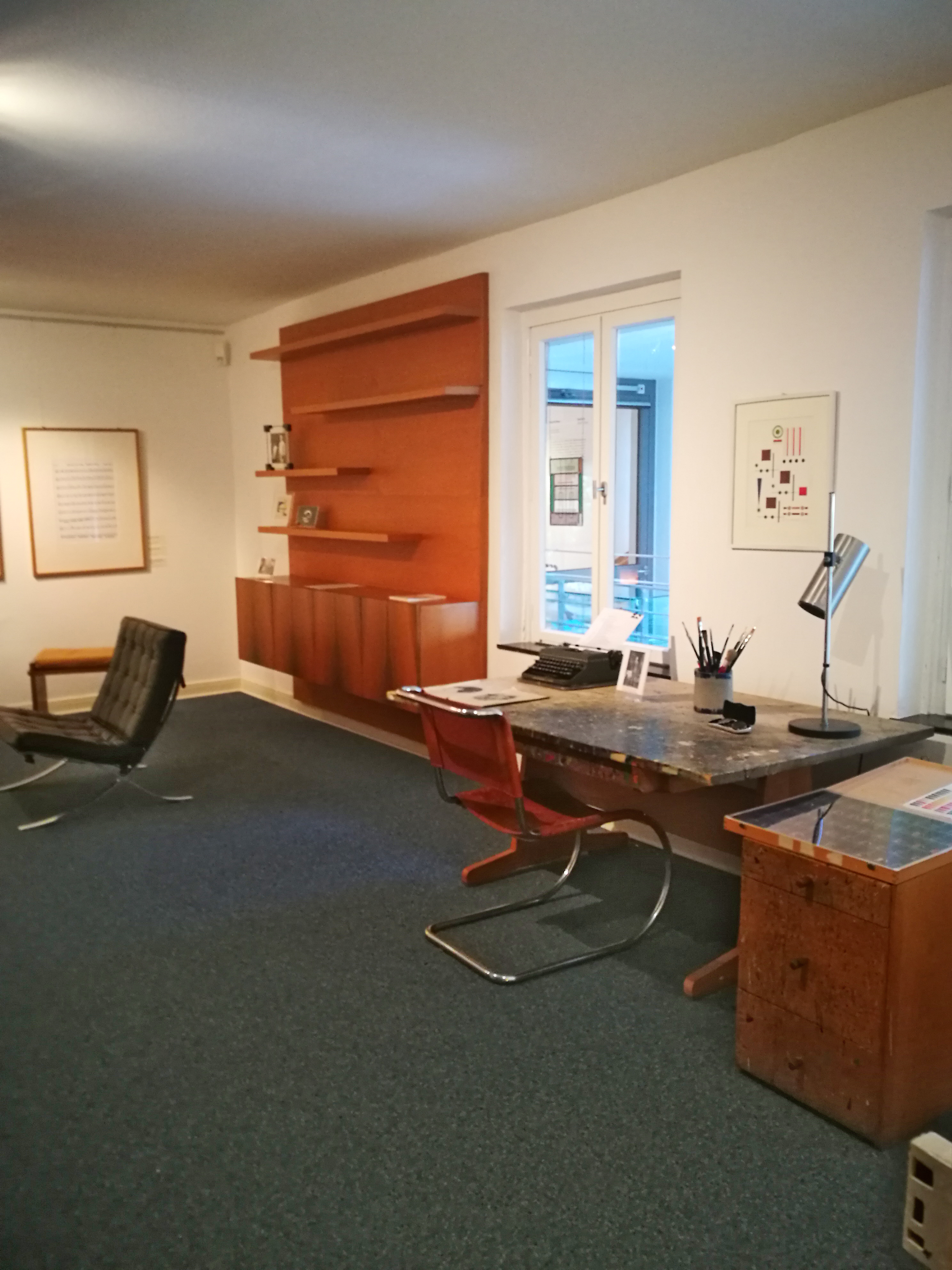
Heinrich Neuy Bauhaus Museum в Штайнфурте. Рабочая комната. 1920-е
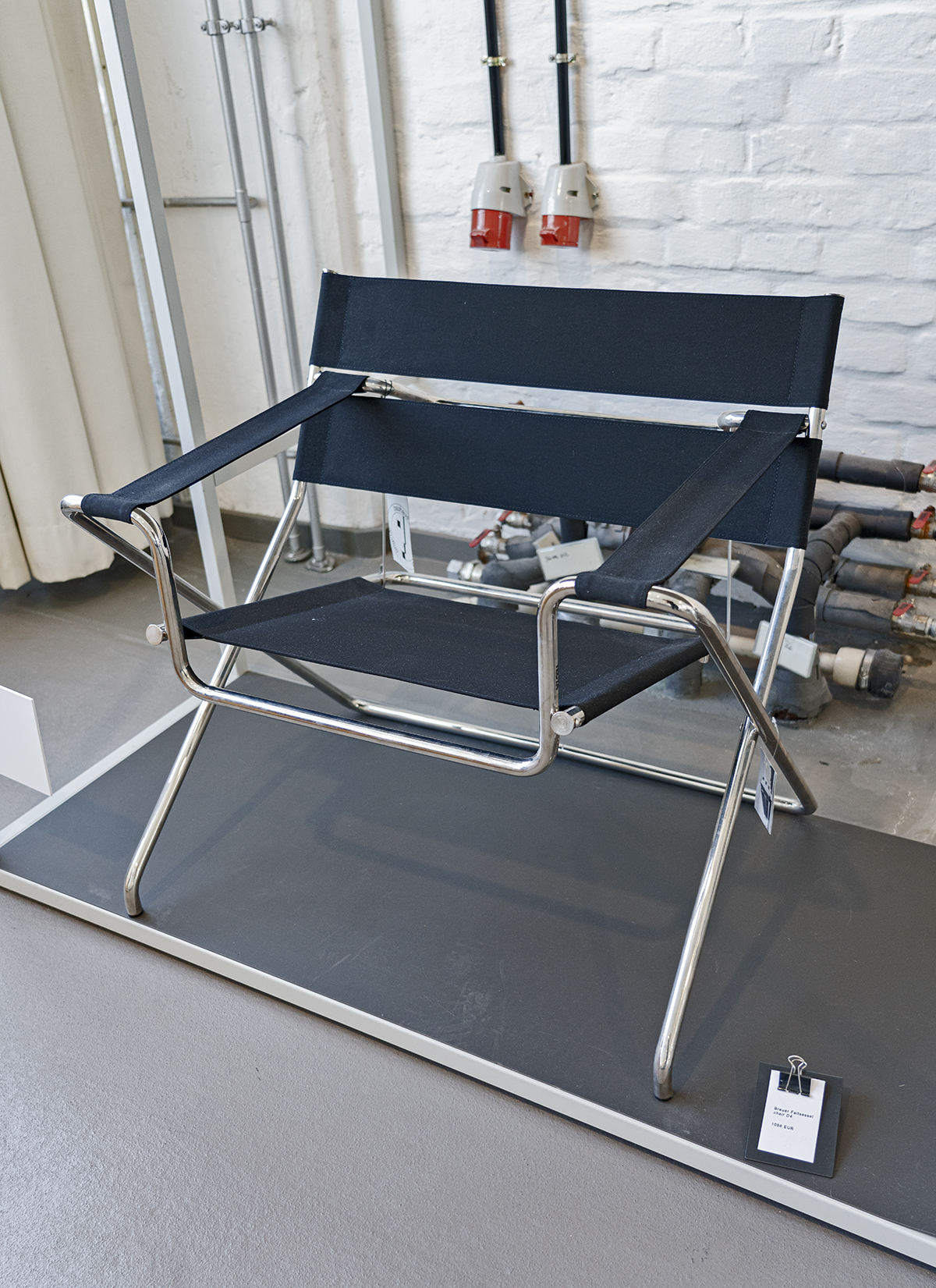
Марсель Бейер. Кресло «Василий». 1925
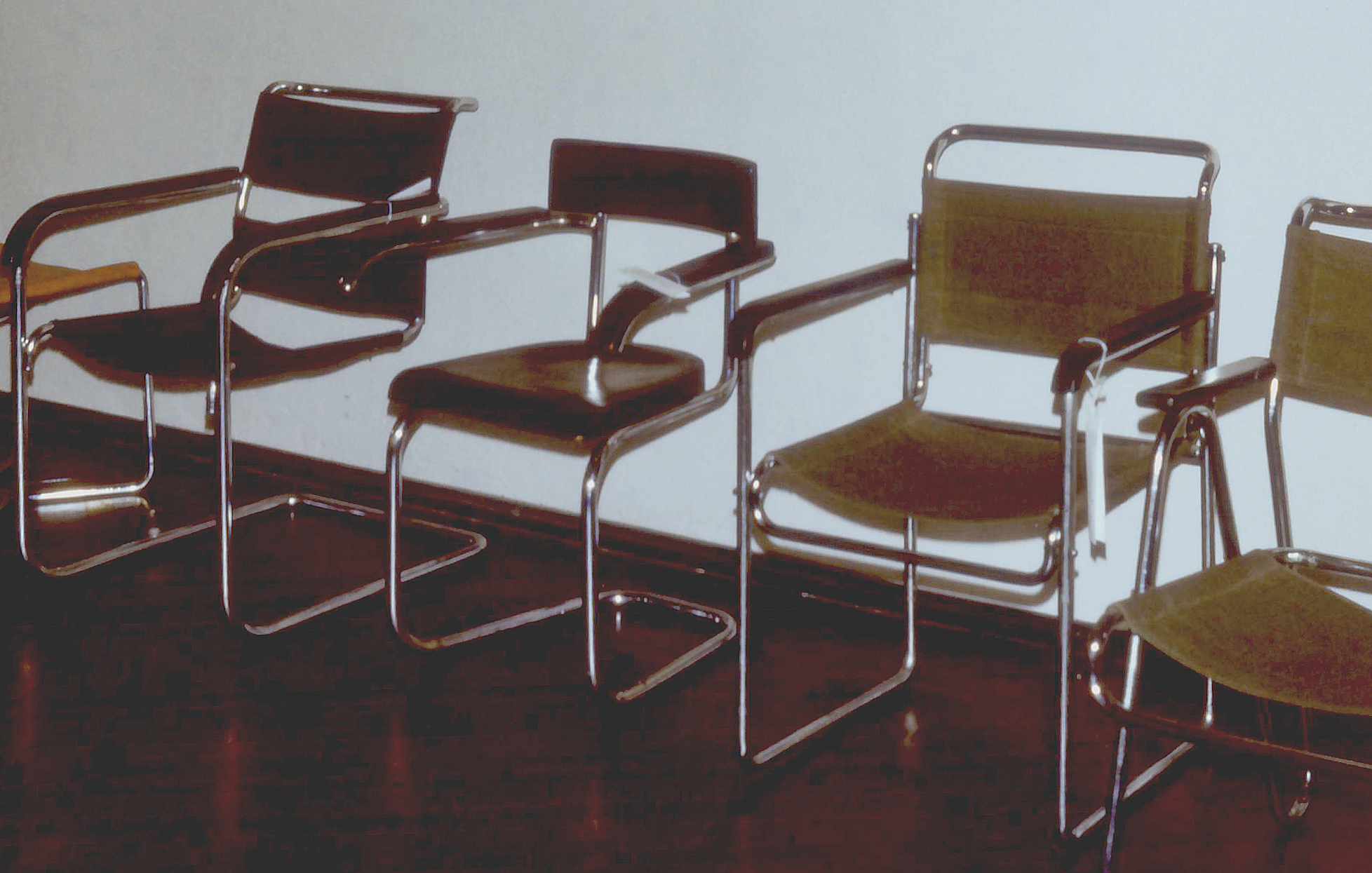
Кресла, 1920-е, Музей Баухаус, Дессау
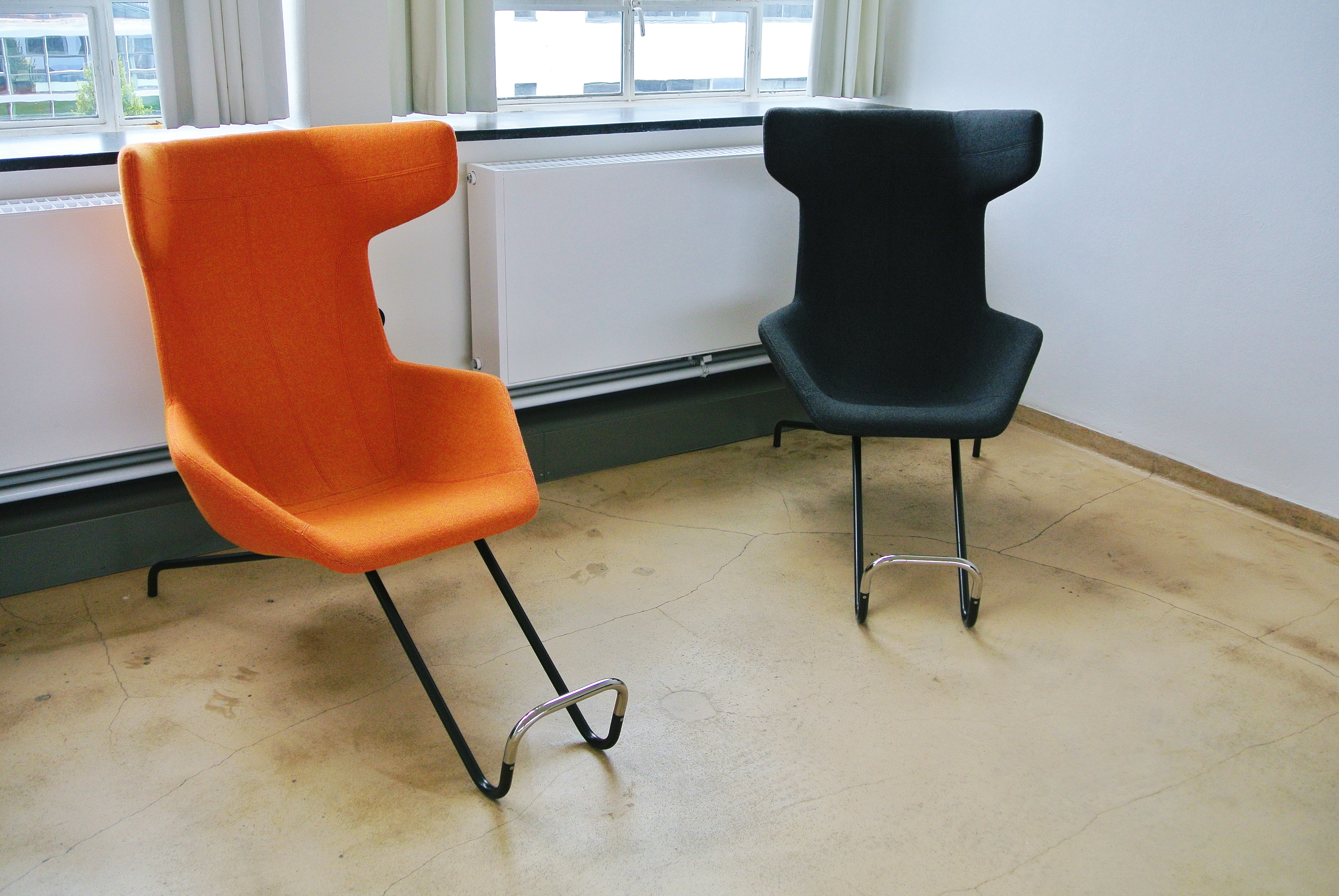
Кресла, 1920-е, Дессау
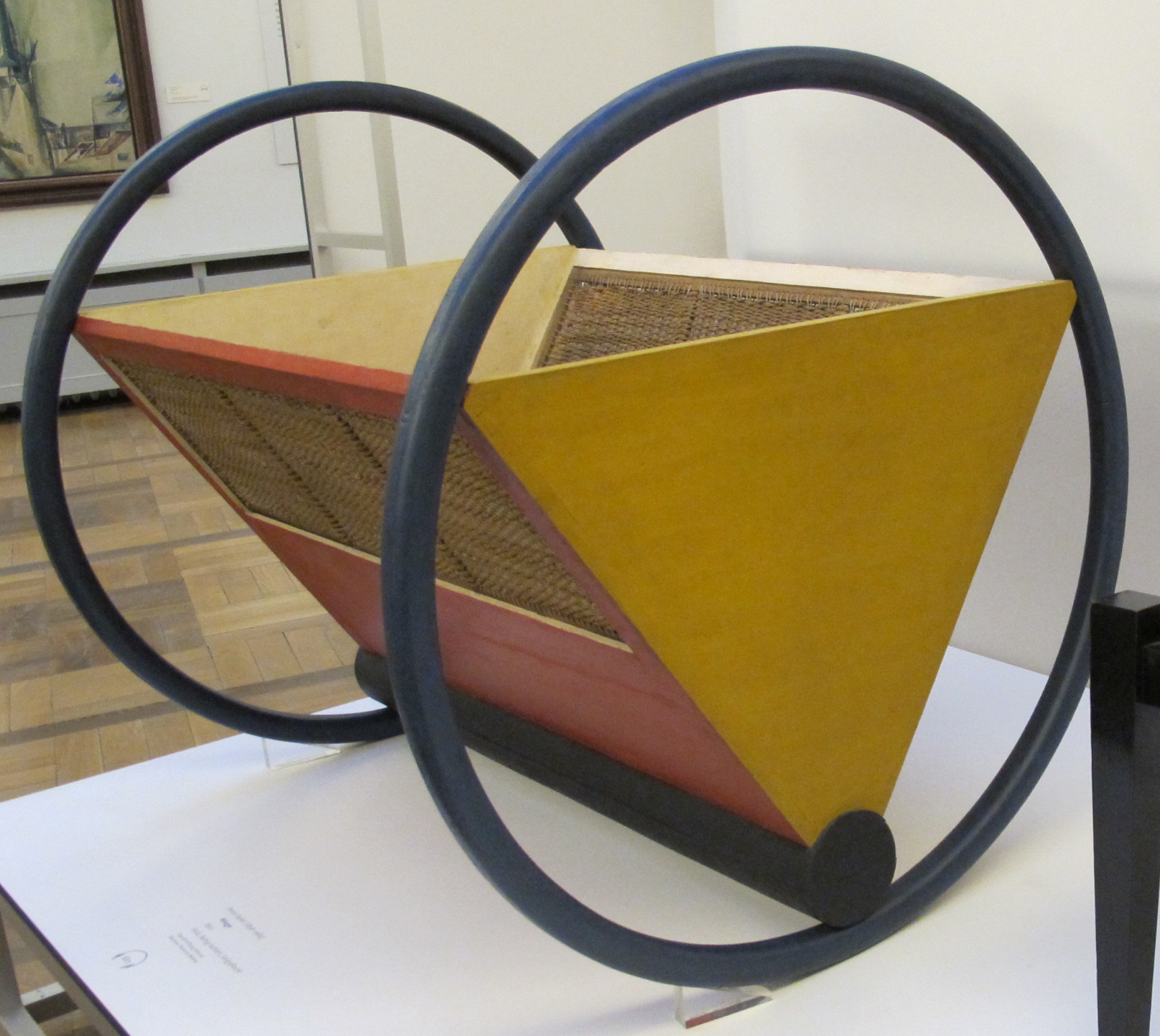
Петер Келлер. Колыбель. 1922

## Персоналии

### Преподаватели
В разное время в учебном заведении преподавали следующие художники:
- Герберт Байер
- Йозеф Альберс
- Наум Габо
- Вальтер Гропиус
- Иоханнес Иттен
- Василий Кандинский
- Пауль Клее
- Ласло Мохой-Надь
- Людвиг Мис ван дер Роэ
- Лионель Фейнингер
- Оскар Шлеммер
- Герхард Маркс

### Известные ученики
- Макс Билль
- Вольс
- Пинхас Хитт
- Эрнст Нойферт
- Людвик Лилле

## Память
В Германии существует ряд музеев, посвящённых деятельности Баухауса. Один из них, Баухаус-Архив, расположен в Берлине и является собранием работ, предметов и литературы, созданной деятелями Баухауса
Второй музей расположен в Веймаре, оригинальном месте расположения школы.
Третий музей находится в Дессау, городе, в котором также находится множество построек, возведённых архитекторами Баухауса в годы функционирования школы. Новое масштабное здание музея открылось в 2019 году.